# Grön buskekorre
Grön buskekorre (Paraxerus poensis) är en däggdjursart som först beskrevs av Andrew Smith 1830.  Paraxerus poensis ingår i släktet Paraxerus och familjen ekorrar. IUCN kategoriserar arten globalt som livskraftig. Inga underarter finns listade.
Denna ekorre förekommer i tre från varandra skilda populationer i centrala och västra Afrika. Den första från Sierra Leone till Ghana, den andra från östra Nigeria till Kongo-Brazzaville och den tredje i nordöstra Kongo-Kinshasa. Arten vistas där i låglandet och i upp till 1600 meter höga bergstrakter. Habitatet varierar mellan tropisk regnskog, torra buskmarker och jordbruksmark.